# Präsidentenbibliothek Boris Jelzin
Die Präsidentenbibliothek Boris Jelzin (russisch Президентская библиотека имени Б. Н. Ельцина) ist eine Bibliothek in Sankt Petersburg und eine der drei russischen Nationalbibliotheken. Sie ist auf Russische Geschichte spezialisiert und rein digital. Zu den Kernaufgaben der Bibliothek zählt die Digitalisierung historischer Medien. Die Bibliothek untersteht der Verwaltung des Präsidenten der Russischen Föderation.
Die Bibliothek wurde am 26. April 2007 per Dekret von Wladimir Putin als „Bibliothek des Präsidenten der Russischen Föderation“ mit einem Budget von 5 Milliarden Rubel gegründet. Die Bibliothek erhielt den Namen des 2007 verstorbenen früheren russischen Präsidenten Boris Nikolajewitsch Jelzin.
Im Oktober 2008 erhielt die Bibliothek mit dem föderativen „Gesetz über Bibliotheken“ (russisch О библиотечном деле) den Rang einer Nationalbibliothek und das Recht, Bücher zu kopieren. Die im Gebäude von Senat und Synode untergebrachte Bibliothek wurde am 27. Mai 2009 eröffnet und am 1. September 2009 der Öffentlichkeit zugänglich gemacht.
Ihre elektronischen Lesesäle haben Zugriff auf Bestände von mehr als 215.000 Speichereinheiten, darunter digitale Kopien von alten Manuskripten, Karten, Fotosammlungen, Zeitungen, Monographien und wissenschaftlichen Werken, die aus den Beständen von Russischen Historischen Staatsarchiv, Staatsarchiv der Russischen Föderation, Russische Nationalbibliothek, Russische Staatsbibliothek und regionalen Bibliotheken stammen.
Im November 2014 gab die Bibliothek die Gründung einer regionalen Onlineenzyklopädie bekannt, die als Alternative zu Wikipedia fungieren soll. Die Bibliothek ließ mitteilen, Wikipedia sei „nicht in der Lage“, „detaillierte und zuverlässige Informationen über die Regionen Russlands und das Leben im Land zu geben.“